# Dominic Purcell
Dominic Purcell, właśc. Dominic Haakon Myrtvedt Purcell (ur. 17 lutego 1970 w Wallasey) – australijski aktor telewizyjny i filmowy urodzony w Wielkiej Brytanii.

## Życiorys

### Wczesne lata
Urodził się w Wallasey w hrabstwie Cheshire, w północno-zachodniej Anglii. Jego ojciec, Phil Myrtvedt, pochodził z Norwegii, a matka Mary T. „Maureen” (z domu Hassett) z Irlandii. Kiedy miał dwa lata, jego rodzina przeprowadziła się z Anglii do Australii – najpierw do Bondi w Sydney, a potem na Zachodnie Przedmieścia. Miał zostać w przyszłości ogrodnikiem, lecz po obejrzeniu sensacyjnego dramatu wojennego Olivera Stone’a Pluton (Platoon, 1986) zapragnął zostać aktorem. Uczył się aktorstwa w Teatrze Australijskim dla Młodych Ludzi (The Australian Theatre for Young People – ATYP) oraz Western Australian Academy of Performing, gdzie spotkał swoją przyszłą żonę Rebeccę Williamson i studiował z Hugh Jackmanem.

### Kariera
Pierwsze aktorskie szlify zdobył na srebrnym ekranie występując w australijskich serialach: Raw FM (1997-98) i Szkoła złamanych serc (Heartbreak High, 1999) u boku Simona Bakera i Pety Toppano.
W 2000 przyjechał do Stanów Zjednoczonych, zamieszkał w Los Angeles, w Kalifornii i zadebiutował na dużym ekranie w sensacyjnym dreszczowcu przygodowym Mission: Impossible II (Mission: Impossible II, 2000) z Tomem Cruise.
Następnie powrócił na srebrny ekran w australijskich serialach: Zagubiony świat (The Lost World, 2001) i Władca zwierząt (BeastMaster, 2001) z Danielem Goddardem w roli tytułowej. Sławę zawdzięcza roli Lincolna „Linca” Burrowsa w serialu Skazany na śmierć (2005–2007), za którą otrzymał nagrodę Australijskiego Instytutu Filmowego. W 2009 był na okładce zimowo-wiosennego numeru magazynu „Men’s Health”. Wystąpił w filmie akcji House of the Rising Sun (2011) u boku wrestlera Dave’a Batisty. W kolejnym projekcie Millera, dramacie kryminalnym Martwy policjant (Officer Down, 2013), zagrał jedną z głównych ról.

## Życie prywatne
Od sierpnia 1997, Purcell spotykał się z Rebeccą Williamson. Wzięli ślub 1 sierpnia 1998. Mają czworo dzieci: syna Josepha (ur. 12 sierpnia 1999), córkę Audrey (ur. 30 stycznia 2001) oraz bliźnięta: Lily i Gusa (ur. 7 lipca 2003). 21 października 2007 Dominic Purcell i Rebecca Williamson ogłosili separację i 22 października 2008 rozwiedli się
Od lipca 2011 do stycznia 2018, Purcell był związany z amerykańską aktorką i modelką AnnaLynne McCord.

## Filmografia

### Filmy
- 2000: Mission: Impossible II (Mission: Impossible II) jako Ulrich
- 2001: Sceny zbrodni (Scenes of the Crime) jako Mark
- 2002: Equilibrium jako Seamus
- 2003: Goście (Visitors) jako Luke
- 2004: Trzeci kierunek (Three Way) jako Lewis 'Lew' Brookbank
- 2004: Blade: Mroczna trójca (Blade: Trinity) jako Dracula/Drake
- 2006: The Gravedancers jako Harris McKay
- 2007: Primeval jako Tim Manfrey
- 2009: Nienasycony (Town Creek, Blood Creek) jako Victor Marshall
- 2009: Skazany na śmierć: Ostatnia ucieczka (Prison Break: The Final Break) jako Lincoln Burrows
- 2011: Escapee jako Jaxson
- 2011: Elita zabójców jako Davies
- 2011: House of the Rising Sun jako Tony
- 2011: Nędzne psy jako Jeremy Niles
- 2012: Zła karma (Bad Karma) jako Mack
- 2013: Martwy policjant (Officer Down) jako Royce Walker
- 2013: Trzebież jako Tommy Baxter
- 2013: Mściciel z Wall Street jako Jim Baxford
- 2013: Suddenly jako baron
- 2013: Królestwo Wikingów (Vikingdom) jako Eirick
- 2013: Lodowi żołnierze (Ice Soldiers) jako  Dr. Andrew Malraux
- 2014: W imię króla III: Ostatnia misja (In the Name of the King 3: The Last Mission) jako Hazen Kaine
- 2014: Feralna Noc (The Bag Man) jako szeryf Larson
- 2014: Serce do Walki (A Fighting Man) jako "Sailor" O'Connor
- 2014: Śmiertelna Ruletka (Turkey Shoot) jako komendant Rick Tyler
- 2015: Za Burtą (Abandoned) jako James Nalepka
- 2015: Gridlocked jako David Hendrix
- 2015: Koszmar na Bahamach (Isolation) jako Max
- 2021: Krwawe Niebo (Blood Red Sky) jako Berg
- 2023: Zabójca (Assassin) jako Adrian
- 2023: Informator (Confidential Informant) jako Tom Moran

### Filmy telewizyjne
- 2001: Niepokonany (Invincible) jako Keith Grady
- 1999: Córka prezydenta (First Daughter) jako Troy Nelson
- 1999: Bezlitośni zabójcy (Silent Predators) jako kierowca ciężarówki
- 1998: Moby Dick jako Bulkington

### Seriale telewizyjne
- 1997-98: Raw FM jako Granger Hutton
- 1998: Water Rats jako Alex
- 1999: Szkoła złamanych serc (Heartbreak High) jako Todd Gillespie
- 2001: Władca zwierząt (BeastMaster) jako Kelb
- 2001: Zagubiony świat (The Lost World) jako Condillac
- 2002–2003: John Doe jako John Doe
- 2004: Dr House jako Ed Snow
- 2004–2005: Gorące Hawaje (North Shore) jako Tommy Ravetto
- 2005–2009; 2017: Skazany na śmierć jako Lincoln „Linc” Burrows
- 2011: Castle jako Russell Ganz
- 2012: Partnerzy (Common Law) jako John Crowl
- 2014–2017: Flash jako Mick Rory/Heat Wave
- od 2016: Legends of Tomorrow jako Mick Rory/Heat Wave
- 2017: Supergirl jako Mick Rory/Heat Wave
- 2019: Batwoman jako Mick Rory/Heat Wave